# Káto Kyvídes
Káto Kyvídes (grec moderne : Κάτω Κυβίδες) est un village de Chypre situé dans le district de Limassol.